# Coppa d'Indipendenza Brasiliana
La Coppa d'Indipendenza Brasiliana – detta Minicopa – è un torneo svoltosi in Brasile dall'11 giugno al 9 luglio 1972 per commemorare il 150º anniversario della Dichiarazione d'indipendenza del Brasile. Nella classifica la vittoria valeva 2 punti, il pareggio 1 punto e la sconfitta 0. Il torneo è stato chiamato dai brasiliani Minicopa e la sua finale tra Brasile e Portogallo fu disputata allo stadio Maracanà di Rio de Janeiro il 9 luglio 1972. Il Brasile vinse 1-0 con un gol segnato al minuto 89 da Jairzinho.

## Squadre partecipanti
Entrate al 1º turno:
- Argentina
- Francia
- Colombia
- Selezione Africana
- Selezione della CONCACAF
- Portogallo
- Cile
- Irlanda
- Ecuador
- Iran

- Jugoslavia
- Paraguay
- Perù
- Venezuela
- Bolivia

Entrate al 2º turno:
- Brasile
- Uruguay
- Unione Sovietica
- Scozia
- Cecoslovacchia

## Primo turno
Le squadre vengono divise in 3 gruppi da 5, ciascuna formazione deve affrontare una volta le altre componenti del proprio gruppo. Accedono al secondo turno le 3 vincitrici dei gironi e le 5 che accedono automaticamente al secondo turno.
| Legenda | Legenda                                      |
| ------- | -------------------------------------------- |
|         | Vincente del gruppo; accede al secondo turno |

### Gruppo 1
| Squadra       | PG | V | N | P | GF | GS | DR  | Pt |
| ------------- | -- | - | - | - | -- | -- | --- | -- |
| Argentina     | 4  | 3 | 1 | 0 | 13 | 1  | +12 | 7  |
| Francia       | 4  | 3 | 1 | 0 | 10 | 2  | +8  | 7  |
| Sel. Africana | 4  | 1 | 1 | 2 | 4  | 3  | +1  | 3  |
| Colombia      | 4  | 1 | 0 | 3 | 7  | 13 | -6  | 2  |
| Sel. CONCACAF | 4  | 0 | 1 | 3 | 3  | 16 | -13 | 1  |

### Gruppo 2
| Squadra    | PG | V | N | P | GF | GS | DR  | Pt |
| ---------- | -- | - | - | - | -- | -- | --- | -- |
| Portogallo | 4  | 4 | 0 | 0 | 12 | 2  | +10 | 8  |
| Cile       | 4  | 3 | 0 | 1 | 7  | 7  | 0   | 6  |
| Irlanda    | 4  | 2 | 0 | 2 | 7  | 7  | 0   | 4  |
| Ecuador    | 4  | 0 | 1 | 3 | 4  | 9  | -5  | 1  |
| Iran       | 4  | 0 | 1 | 3 | 3  | 8  | -5  | 1  |

### Gruppo 3
| Squadra    | PG | V | N | P | GF | GS | DR  | Pt |
| ---------- | -- | - | - | - | -- | -- | --- | -- |
| Jugoslavia | 4  | 3 | 1 | 0 | 15 | 3  | +12 | 7  |
| Paraguay   | 4  | 3 | 0 | 1 | 12 | 4  | +8  | 6  |
| Perù       | 4  | 2 | 0 | 2 | 5  | 3  | +2  | 4  |
| Bolivia    | 4  | 0 | 2 | 0 | 4  | 12 | -8  | 2  |
| Venezuela  | 4  | 0 | 1 | 3 | 3  | 17 | -14 | 1  |

## Secondo turno
Le 8 squadre rimanenti vengono divise in 2 gruppi da 4, ciascuna formazione deve affrontare una volta le altre componenti del proprio gruppo. Accedono alla finale per il 3º posto le 2 migliori seconde, mentre alla finale per il 1º posto accedono le 2 migliori prime.

### Gruppo 1
| Squadra        | PG | V | N | P | GF | GS | DR | Pt |
| -------------- | -- | - | - | - | -- | -- | -- | -- |
| Brasile        | 3  | 2 | 1 | 0 | 4  | 0  | +4 | 5  |
| Jugoslavia     | 3  | 1 | 1 | 1 | 4  | 6  | -2 | 3  |
| Scozia         | 3  | 0 | 2 | 1 | 2  | 3  | -1 | 2  |
| Cecoslovacchia | 3  | 0 | 2 | 1 | 1  | 2  | -1 | 2  |

### Gruppo 2
| Squadra          | PG | V | N | P | GF | GS | DR | Pt |
| ---------------- | -- | - | - | - | -- | -- | -- | -- |
| Portogallo       | 3  | 2 | 1 | 0 | 5  | 2  | +3 | 5  |
| Argentina        | 3  | 2 | 0 | 1 | 3  | 3  | 0  | 4  |
| Unione Sovietica | 3  | 1 | 0 | 2 | 1  | 2  | -1 | 2  |
| Uruguay          | 3  | 0 | 1 | 2 | 1  | 3  | -2 | 1  |

## Finale per il 3º posto
| Arbitro: | Schiller |

|                                           |           |                  |
| Bajević 26’ 82’ Katalinski 33’ Džajić 62’ | Marcatori | 61’ 87’ Brindisi |

## Finale per il 1º posto
| Arbitro: | Klein |

| |            | |
| Jairzinho 89’ | Marcatori  | |
| · Leão P · Zé Maria D · Brito D · Vantuir D · Marco Antônio D · Rodrigues Neto D · Clodoaldo C · Gérson C · Jairzinho A · Tostão A · Leivinha A · Dadá Maravilha A · Rivelino A | Formazioni | · P José Henrique · D Artur · D Humberto · D Messías · D Adolfo · C Toni · C Jaime Graça · C Fernando Peres · A Rui Jordão · A Artur Jorge · A Eusébio · A Diniz |
| Mário Zagallo | Allenatori | José Augusto |

## Vincitore
| Vincitore della Coppa d'Indipendenza Brasiliana Brasile |